# Sitakunda Botanical Garden and Ecopark

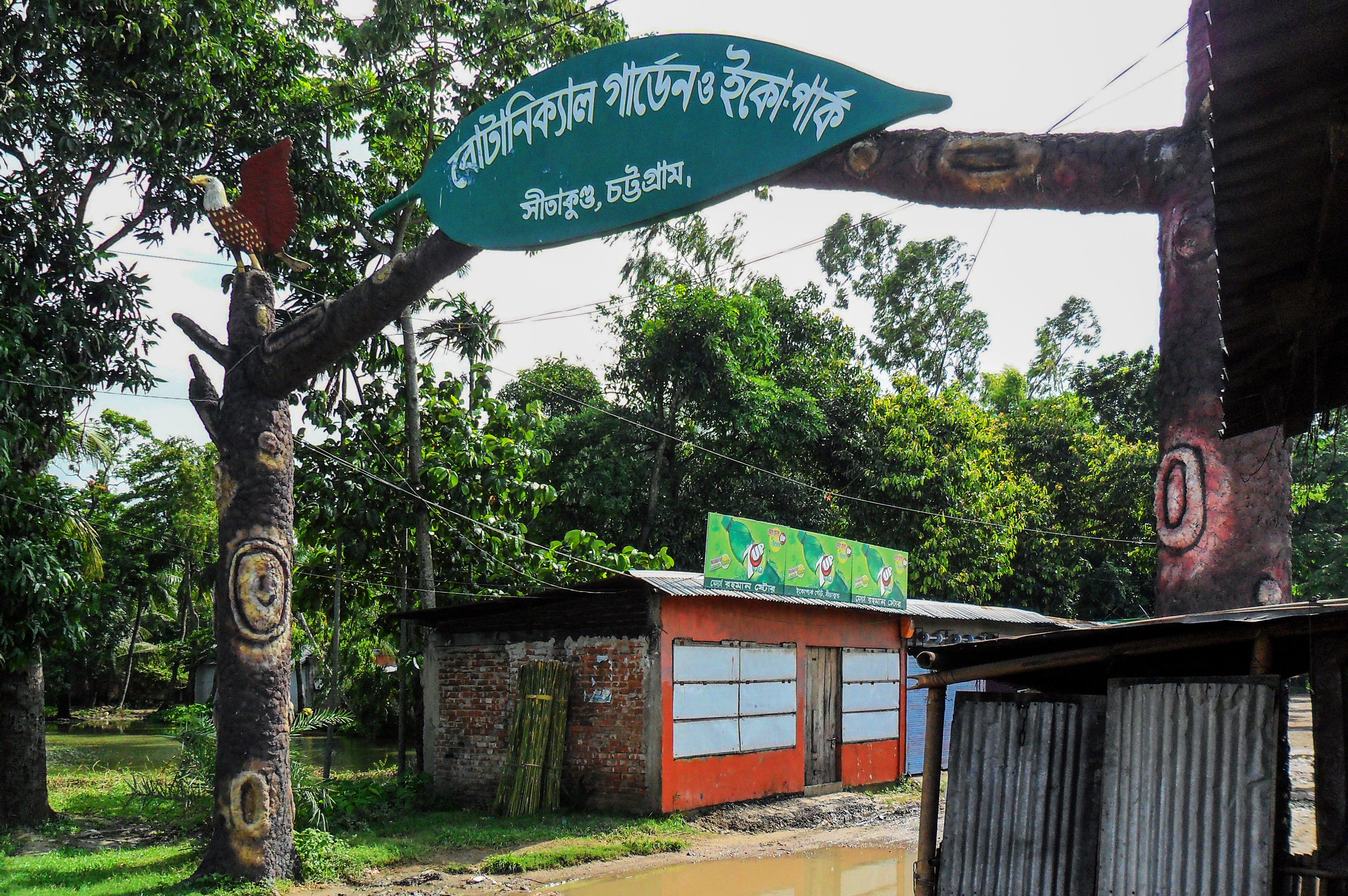
Eingang des Sitakunda Botanical Garden and Ecopark

Der Sitakunda Botanical Garden and Ecopark (bengalisch বোটানিক্যাল গার্ডেন ও ইকো-পার্ক, সীতাকুণ্ড Boṭānikyāl Gārḍen o Iko-Pārk, Sītākuṇḍa) ist ein ökologisch ausgerichteter Vergnügungspark und Naherholungsgebiet in dem immergrünen Regenwaldgebiet Chandranath in der Upazila Sitakunda, Distrikt Chittagong in Bangladesch.

## Ecoparks in Malaysia
Ecopark ist eine Kurzform von Ecological Park (deutsch: ökologischer Park). Das Konzept der Ecoparks in Bangladesch sieht Flächen mit einer Kombination aus Naturschutzgebiet und Vergnügungsparks vor, die ohne Beeinträchtigung der natürlichen Umgebung und der Biodiversität betrieben werden. Zu diesem Zweck werden Waldgebiete ausgewiesen, die häufig über Naturdenkmale oder eine besondere Flora oder Fauna verfügen. Obgleich der Schutz der Natur in den Ecoparks Vorrang vor der touristischen Erschließung und Nutzung hat, werden Attraktionen zum Anlocken und Unterhalten von Besuchern eingerichtet und eine touristische Infrastruktur aufgebaut.
Die Ecoparks sind eine von mehreren Möglichkeiten, Naturräume in Bangladesch unter Schutz zu stellen. Im Vergleich zu Nationalparks, Wildreservaten und Safariparks ist die Rolle als Naherholungsgebiet wesentlich stärker berücksichtigt. Dennoch dienen die Ecoparks vorrangig der Erhaltung und Entwicklung bedrohter Pflanzenarten, dem Schutz und der Entwicklung vorhandener Flora und Fauna, Vermehrung und Entwicklung der lokalen Pflanzenarten, Umweltschutz und sozioökonomischer Entwicklung der Bevölkerung der Region, Förderung des Ökotourismus und Schaffen neuer Möglichkeiten für Forschung und Lehre.
In Bangladesch wurden bis 2008 neun Ecoparks eingerichtet. Auf den Sitakunda Botanical Garden and Ecopark folgten der Bashkhali Ecopark, Madhabkunda Ecopark, Madhutila Ecopark, Bangabandhu Jamuna Ecopark, Kuakata Ecopark, Tilagarh Ecopark, Jafflong Garden Park und der Borshijora Ecopark.

## Lage und Infrastruktur

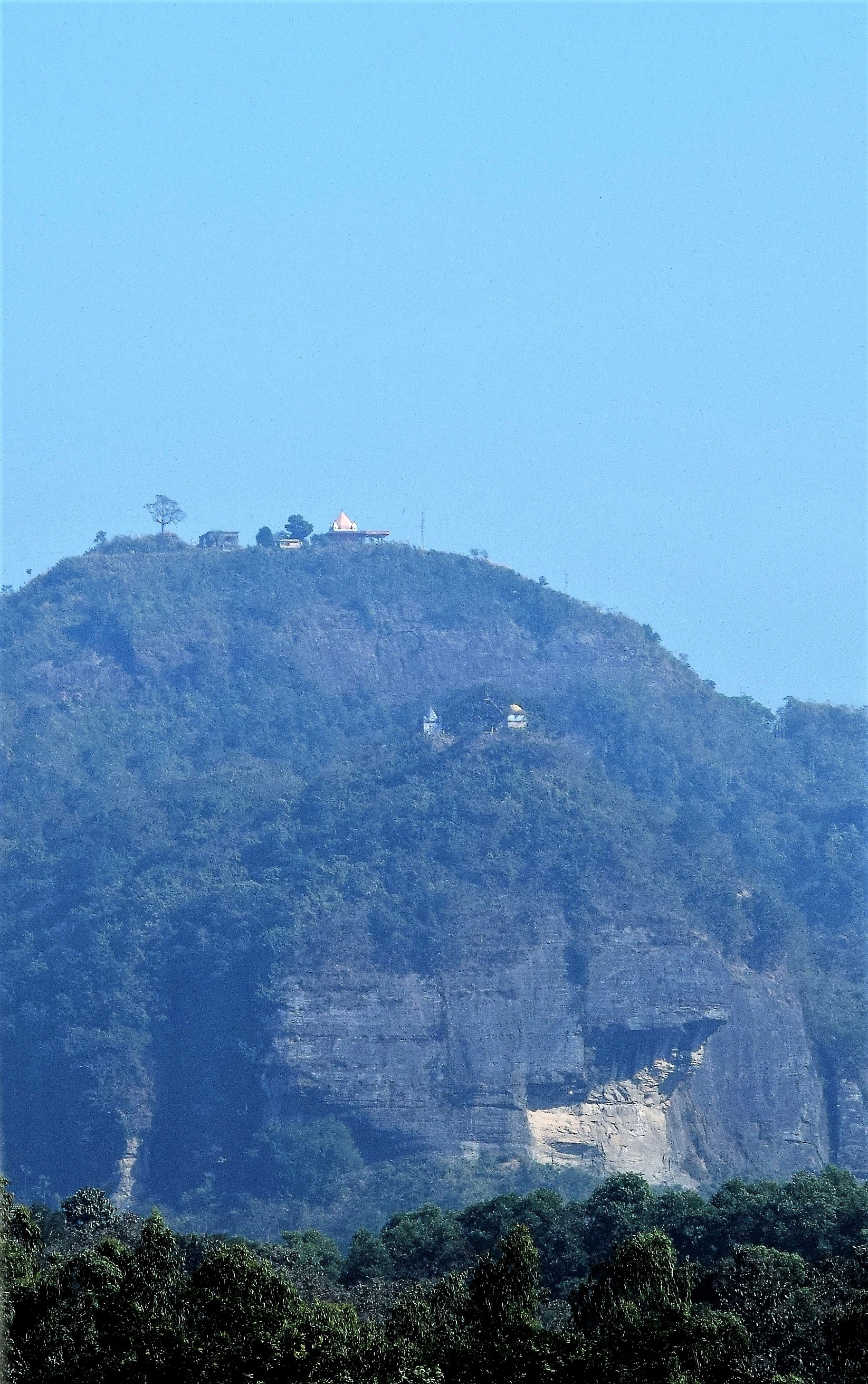
Chandranath Hill, auf dem Gipfel der Tempel von Chandranath, in der Bildmitte ein anderer Tempel

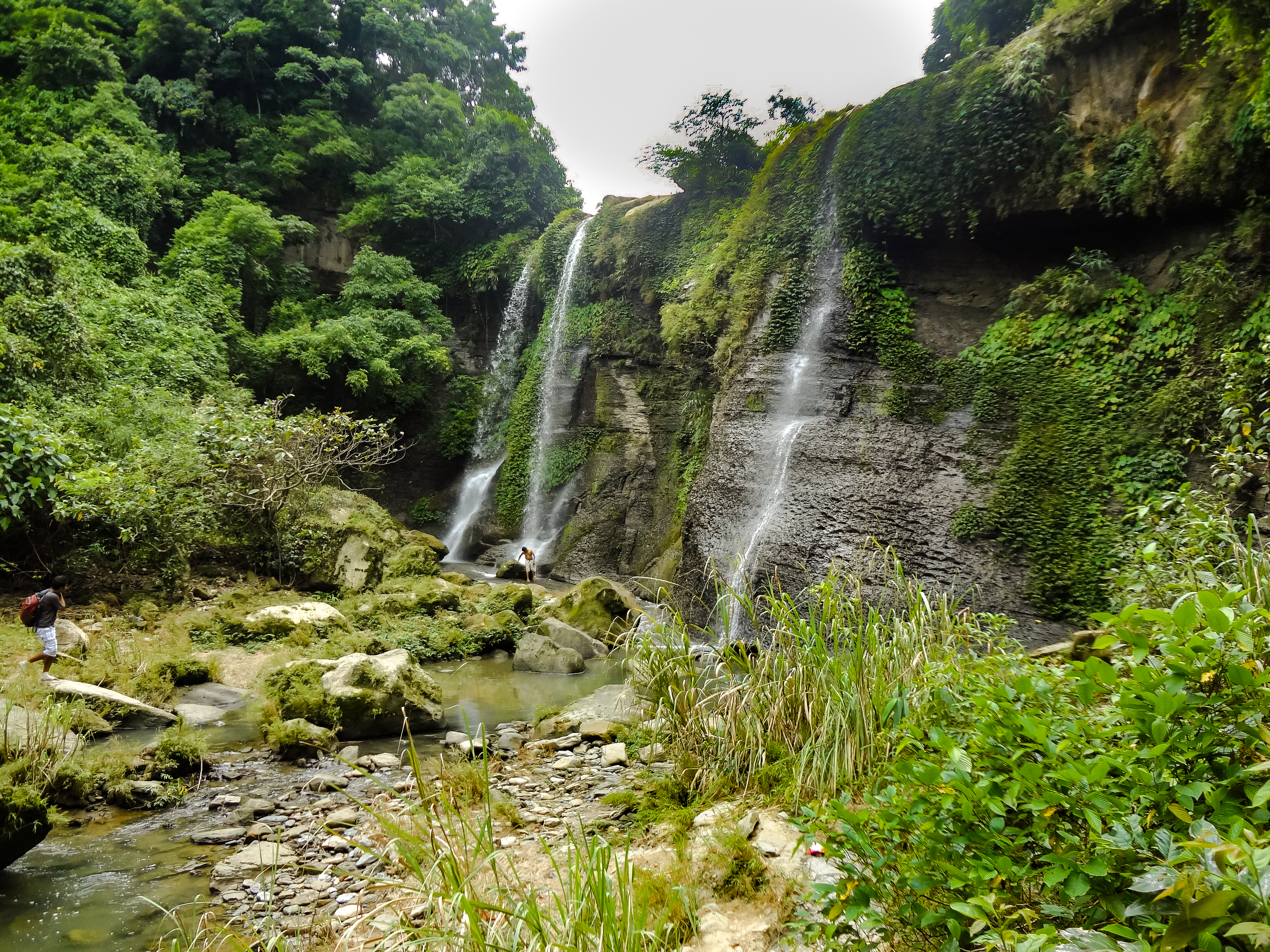
Wasserfälle im Ecopark

Der Sitakunda Botanical Garden and Ecopark befindet sich etwa 37 Kilometer nordwestlich der Stadt Chittagong und sechs bis sieben Kilometer von der Küste des Golf von Bengalen entfernt in dem immergrünen Regenwaldgebiet Chandranath in der Upazila Sitakunda, Distrikt Chittagong. Etwa einen Kilometer westlich verläuft die Autobahn Dhaka-Chittagong. Von 2000 bis 2004 wurde ein staatliches Entwicklungsprojekt für die Region durchgeführt. In diesem Rahmen wurde 2001 auf einer denaturierten Fläche von 808 Hektar der Sitakunda Botanical Garden and Ecopark als erster Ecopark Bangladeschs eingerichtet. Dabei werden 403 Hektar als Ecopark und 405 Hektar als botanischer Garten ausgewiesen. Die Landschaft des Ecoparks ist von zahlreichen Hügeln und Bächen geprägt, es gibt mehrere Wasserfälle, Quellen, darunter eine Thermalquelle, und Brunnen. Zu den für die täglich je nach Saison zwischen 100 und 750 Besucher und während der religiösen Feste von Februar bis April bis zu 50.000 Besucher an einem Wochenende geschaffenen Einrichtungen gehören ein Aussichtsturm, mehrere Picknickplätze, ein Gewächshaus mit Orchideen, ein Kakteenhaus, ein Rosarium, eine Streuobstwiese, ein großer Seerosenteich und ein Rasthaus.
Am Nordrand des Ecopark liegt der 410 Meter hohe Chandranath Hill, auf dessen Gipfel sich der historische Tempel von Chandranath befindet. Er ist der hinduistischen Göttin Shiva geweiht. Der shaktistischen Überlieferung zufolge ist an der Stelle des Tempels der rechte Arm Satis, einer von 51 Körperteilen, zu Boden gefallen. Vom Haupteingang des Ecoparks verläuft ein fünf Kilometer langer Weg mit 1600 Stufen bis zum Tempel.

## Flora

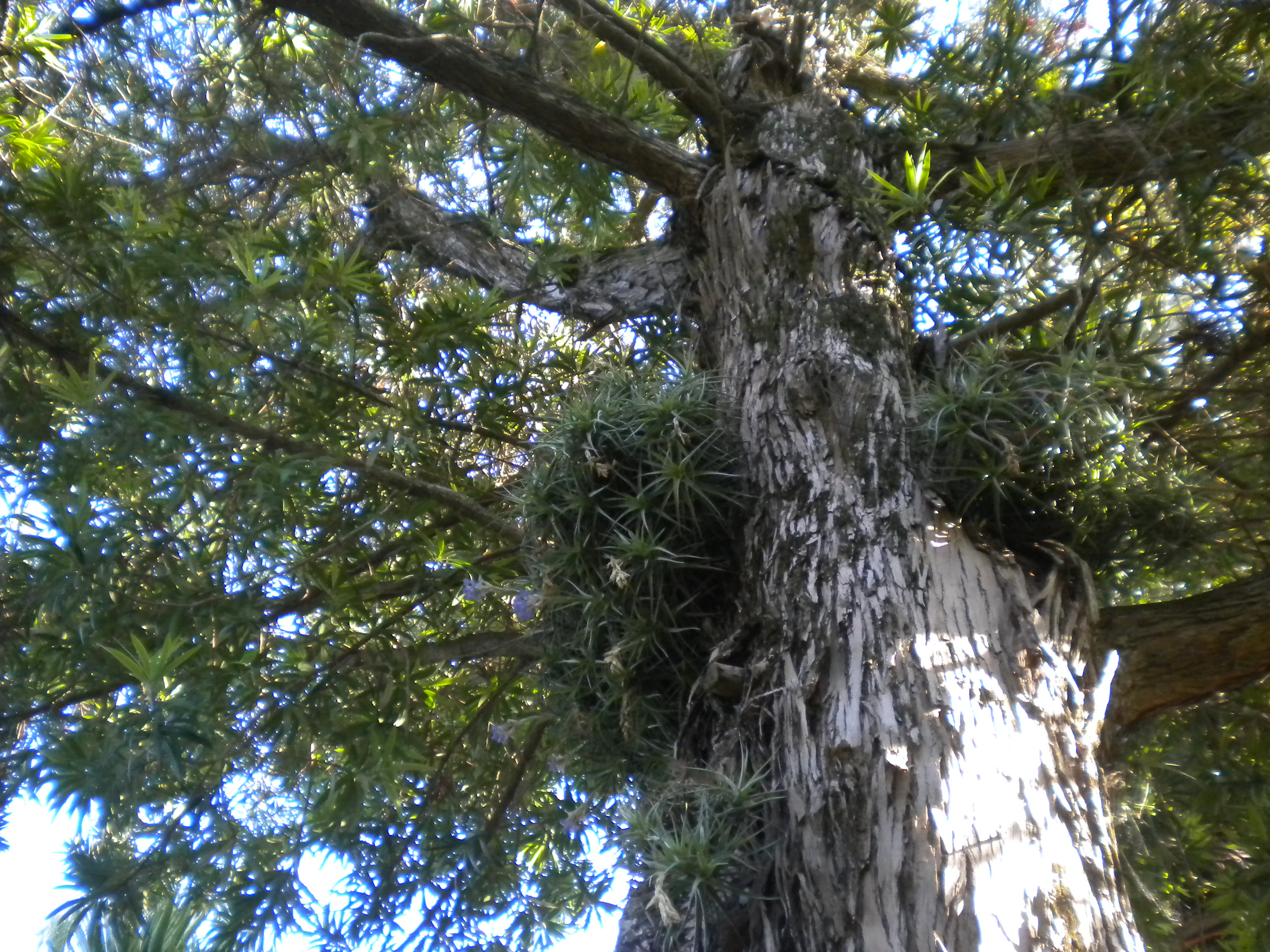
Oleanderblättrige Steineibe (Podocarpus neriifolius)

Der Sitakunda Botanical Garden and Ecopark weist geringe Flächenanteile von natürlichem Wald auf. Nach der Ausweisung als Reserve Forest im Jahr 1901 wurde die Waldfläche jahrzehntelang intensiv genutzt mit der Folge, dass die einst bewaldete Hügellandschaft zum großen Teil nur noch von Gebüsch und Ruderalpflanzen bewachsen war. Mit der Errichtung des Sitakunda Botanical Garden and Ecopark war die Wiederaufforstung verbunden, der größte Teil der heutigen Vegetation besteht aus seit der Jahrhundertwende durchgeführten Anpflanzungen. Im Botanischen Garten werden 154 Arten von Pflanzen gepflegt, darunter Obstbäume und Arzneipflanzen. Zur Vegetation des Ecoparks gehören 412 Arten von Gefäßpflanzen aus 315 Gattungen und 94 Familien. Davon sind 144 Kräuter, 188 Bäume, 75 Büsche und 55 Kletterpflanzen. Von besonderer Bedeutung sind neben der Oleanderblättrigen Steineibe (Podocarpus neriifolius), zwei Arten der Gattung Gnetum und dem Sagopalmfarn (Cycas pectinata) mehr als zwei Dutzend in Bangladesch seltene oder bedrohte Pflanzen.
Überwiegend nach der Einrichtung des Ecoparks wurde eine große Zahl exotischer Pflanzen eingebracht, 103 Arten von Gefäßpflanzen aus 90 Gattungen und 43 Familien, darunter 46 Baumarten. Dabei wurden insbesondere die nicht zur natürlichen Fauna gehörenden Bäume, aber auch verschiedene Arzneipflanzen ganz bewusst angepflanzt, da sie sich besser an eine neue Umgebung anpassen, sich schneller vermehren und rascheres Wachstum zeigen. Für diese Entscheidung war die Erwägung maßgeblich, dass viele Anwohner des Ecopark Feuer- und Bauholz und Heilpflanzen für den eigenen Bedarf und zum Verkauf sammeln. Zum Decken des Holzbedarfs sind die schnellwüchsigen Bäume besser als die langsam wachsenden einheimischen Arten geeignet, und zahlreiche Arzneipflanzen des Ayurveda gehören nicht zur natürlichen Flora des Sitakunda Botanical Garden and Ecopark. Ähnlich verhält es sich mit dem Silberhaargras, das an zahlreichen Stellen des Ecoparks jährlich zunehmende dichte Bestände ausbildet, die anderen Pflanzen kaum noch Raum lassen. Da das Silberhaargras von der lokalen Bevölkerung gesammelt und als Baustoff, Viehfutter und für die Herstellung von Taschen und Körben verwendet oder verkauft wird, trägt es erheblich zum Einkommen vieler Familien bei. Damit steigt auch die Akzeptanz des Ecoparks in der Bevölkerung.
| Art                      | Trivialname                 | Familie                                 | Anmerkungen               |
| ------------------------ | --------------------------- | --------------------------------------- | ------------------------- |
| Hydnocarpus kurzii       |                             | Achariaceae                             | seltene oder bedrohte Art |
| Andrographis paniculata  | Kalmegh                     | Akanthusgewächse (Acanthaceae)          | seltene oder bedrohte Art |
| Justicia oreophila       |                             | Akanthusgewächse (Acanthaceae)          | seltene oder bedrohte Art |
| Castanopsis indica       |                             | Buchengewächse (Fagaceae)               | seltene oder bedrohte Art |
| Cycas pectinata          |                             | Cycadaceae                              | seltene oder bedrohte Art |
| Anisoptera scaphula      |                             | Flügelfruchtgewächse (Dipterocarpaceae) | seltene oder bedrohte Art |
| Gnetum latifolium        |                             | Gnetaceae                               | seltene oder bedrohte Art |
| Gnetum montanum          |                             | Gnetaceae                               | seltene oder bedrohte Art |
| Acacia auriculiformis    |                             | Hülsenfrüchtler (Fabaceae)              | exotische Art             |
| Acacia mangium           |                             | Hülsenfrüchtler (Fabaceae)              | exotische Art             |
| Entada rheedii           | Afrikanisches Traumkraut    | Hülsenfrüchtler (Fabaceae)              | seltene oder bedrohte Art |
| Xylia xylocarpa          |                             | Hülsenfrüchtler (Fabaceae)              | exotische Art             |
| Holarrhena pubescencs    |                             | Hundsgiftgewächse (Apocynaceae)         | seltene oder bedrohte Art |
| Rauvolfia serpentina     | Indische Schlangenwurzel    | Hundsgiftgewächse (Apocynaceae)         | seltene oder bedrohte Art |
| Wrightia antidysenterica |                             | Hundsgiftgewächse (Apocynaceae)         |                           |
| Litsea monopetala        |                             | Lorbeergewächse (Lauraceae)             | seltene oder bedrohte Art |
| Pterospermum acerifolium |                             | Malvengewächse (Malvaceae)              | seltene oder bedrohte Art |
| Pterygota alata          | Buddhanuss                  | Malvengewächse (Malvaceae)              | seltene oder bedrohte Art |
| Sterculia colorata       |                             | Malvengewächse (Malvaceae)              | seltene oder bedrohte Art |
| Sterculia villosa        |                             | Malvengewächse (Malvaceae)              | seltene oder bedrohte Art |
| Psidium guajava          | Echte Guave                 | Myrtengewächse (Myrtaceae)              | exotische Art             |
| Calamus erectus          |                             | Palmengewächse (Arecaceae)              | seltene oder bedrohte Art |
| Calamus latifolius       |                             | Palmengewächse (Arecaceae)              | seltene oder bedrohte Art |
| Baccaurea ramiflora      |                             | Phyllanthaceae                          | seltene oder bedrohte Art |
| Zanthoxylum rhetsa       |                             | Rautengewächse (Rutaceae)               | seltene oder bedrohte Art |
| Haldina cordifolia       |                             | Rötegewächse (Rubiaceae)                | seltene oder bedrohte Art |
| Dillenia scabrella       |                             | Rosenapfelgewächse (Dilleniaceae)       | seltene oder bedrohte Art |
| Aquilaria malaccensis    | Adlerholzbaum               | Seidelbastgewächse (Thymelaeaceae)      | seltene oder bedrohte Art |
| Podocarpus neriifolius   | Oleanderblättrige Steineibe | Steineibengewächse (Podocarpaceae)      | seltene oder bedrohte Art |
| Imperata cylindrica      | Silberhaargras              | Süßgräser (Poaceae)                     |                           |
| Mangifera sylvatica      |                             | Sumachgewächse (Anacardiaceae)          | seltene oder bedrohte Art |
| Swintonia floribunda     |                             | Sumachgewächse (Anacardiaceae)          | seltene oder bedrohte Art |
| Oroxylum indicum         |                             | Trompetenbaumgewächse (Bignoniaceae)    | seltene oder bedrohte Art |
| Stereospermum tetragonum |                             | Trompetenbaumgewächse (Bignoniaceae)    |                           |
| Stereospermum personatum |                             | Trompetenbaumgewächse (Bignoniaceae)    | seltene oder bedrohte Art |

## Fauna
Der Sitakunda Botanical Garden and Ecopark wird von einer Anzahl von Säugetieren, Vögeln und Amphibien bevölkert. Die Amphibienfauna wurde mit nur 13 nachgewiesenen Froschlurchen im Vergleich mit fünf anderen Schutzgebieten Bangladeschs und ihren bis zu 28 Arten als eher artenarm erkannt. Dafür gilt als wichtigster Grund der nur noch geringe Anteil ursprünglichen Naturwalds und der niedrige Schutzstatus eines Ecoparks gegenüber Nationalparks und Wildreservaten.
| Art                        | Trivialname            | Familie                       | Anmerkungen          |
| -------------------------- | ---------------------- | ----------------------------- | -------------------- |
| Duttaphrynus melanostictus | Schwarznarbenkröte     | Kröten (Bufonidae)            |                      |
| Euphlyctis cyanophlyctis   |                        | Dicroglossidae                |                      |
| Hoplobatrachus tigerinus   |                        | Dicroglossidae                |                      |
| Minervarya asmati          |                        | Dicroglossidae                | Endemit Bangladeschs |
| Minervarya nepalensis      |                        | Dicroglossidae                |                      |
| Minervarya syhadrensis     |                        | Dicroglossidae                |                      |
| Hylarana leptoglossa       |                        | Echte Frösche (Ranidae)       |                      |
| Hylarana taipehensis       |                        | Echte Frösche (Ranidae)       |                      |
| Microhyla berdmorei        |                        | Engmaulfrösche (Microhylidae) |                      |
| Microhyla ornata           |                        | Engmaulfrösche (Microhylidae) |                      |
| Kaloula pulchra            | Indischer Ochsenfrosch | Engmaulfrösche (Microhylidae) |                      |
| Polypedates leucomystax    | Weißbart-Ruderfrosch   | Ruderfrösche (Rhacophoridae)  |                      |
| Chiromantis vittatus       |                        | Ruderfrösche (Rhacophoridae)  |                      |